# Wallace Klippert Ferguson
Wallace Klippert Ferguson (* 1902; † 1983) war ein kanadischer Historiker.
Ein Großteil seiner Forschung galt der Renaissance und des Humanismus der Geschichtsschreibung über diese. Besondere Bedeutung hatten aber auch seine Forschungen zu Erasmus von Rotterdam.

## Schriften
- Renaissance Studies. University of Western Ontario, London (Ontario) 1963 (Nachdruck: Harper & Row, New York 1970)
- The Renaissance in Historical Thought. Five Centuries of Interpretation, Mifflin, Boston 1948 (Nachdruck: AMS, New York 1981)